# Романов, Михаил Фёдорович (контр-адмирал)
Михаил Фёдорович Романов (24 февраля 1905, Царское Село, Санкт-Петербургская губерния — 21 апреля 1951, Балтийск, Калининградская область) — советский военно-морской офицер, контр-адмирал (1949).

## Биография
Родился 24 февраля 1905 года в Царском селе. На службе в РККФ с 11.11.1922 года. Член ВКП(б) с 1925 года. Окончил Военно-морское училище в 1927 году.
В дальнейшем на Черноморском флоте, командир тральщика «Джалита» (12.1928-9.1930). Старший связист крейсера «Красный Кавказ» (7.1931-9.1934), флагманский связист бригады крейсеров (9.1934-7.1936), помощник флагманского связиста штаба флота (7.1936-7.1938), заместитель начальника отдела связи ЧФ (7.1938-3.1939).
Командир эсминца «Беспощадный» (3.1939-3.1940). Начальник штаба бригады эсминцев (3-6.1940). Командир 4-го дивизиона эскадренных миноносцев Отряда лёгких сил ЧФ (6-10.1940).
Всю Великую Отечественную войну участвовал в сражениях на передовой. Командир 3-го дивизиона эскадренных миноносцев Отряда лёгких сил ЧФ (10.1940-3.1942), участвовал в рейде на Констанцу, в Феодосийской десантной операции. (7.03.1942 — 28.04.1943 и 1.4-28.12.1944) в звании капитана 2-го ранга командовал крейсером «Молотов». Начальник штаба эскадры ЧФ (4.1943-4.1944).
В декабре 1944 —декабре 1946 года в звании капитана 1-го ранга командир линейного корабля «Севастополь».
Командующий эскадрой надводных кораблей Южного Балтийского флота 12.1946-2.1951. Контр-адмирал (11 мая 1949).
Умер 21 апреля 1951 года в Балтийске. Похоронен на Большеохтинском кладбище.

## Награды
- Орден Красного Знамени (1942),
- Медаль «За оборону Одессы» (1942),
- Медаль «За оборону Севастополя» (1942),
- Орден Красного Знамени (1944),
- Орден Красного Знамени (3.11.1944),
- Медаль «За оборону Кавказа» (1944),
- Медаль «За победу над Германией в Великой Отечественной войне 1941—1945 гг.» (1945),
- орден Ушакова II степени (1945),
- Орден Ленина (1947),
- Юбилейная медаль «30 лет Советской Армии и Флота» (1948)[1].

## Семья
- Сын Романов Станислав Михайлович (1935—2005), офицер ВМФ[1].